# 26937 Макіміямото
26937 Макіміямото (26937 Makimiyamoto) — астероїд головного поясу, відкритий 31 березня 1997 року.
Тіссеранів параметр щодо Юпітера — 3,551.